# Йохан Дитрих фон Льовенщайн-Вертхайм-Рошфор
Йохан Дитрих фон Льовенщайн-Вертхайм-Рошфор (на немски: Johann Dietrich von Löwenstein-Wertheim-Rochefort; * 31 януари 1585, Вертхайм; † 6 март 1644, Вертхайм) от странична линия на Вителсбахите, е граф на Льовенщайн-Вертхайм-Рошфор (1611 – 1644). Той става католик и основава католическата линия Льовенщайн-Вертхайм-Рошфор, която е издигната през 1712 г. на князе. От 1813 г. линията му Льовенщайн-Вертхайм-Рошфор се нарича Льовенщайн-Вертхайм-Розенберг (Löwenstein-Wertheim-Rosenberg).
Линията Льовенщайн-Вертхайм е създадена от пфалцграф и курфюрст Фридрих I фон Пфалц († 1476), който дава графството Льовенщайн на морганатичния си син Лудвиг I (1463 – 1523) и той основава княжеската фамилия Льовенщайн-Вертхайм, която още съществува.

## Живот
Той е най-малкият син на граф Лудвиг III фон Льовенщайн (1530 – 1611) и съпругата му графиня Анна фон Щолберг-Рошфор (1548 – 1599), най-малката дъщеря на Лудвиг фон Щолберг (1505 – 1574), граф на Кьонигщайн, Диц, Рошфор и Вертхайм, и съпругата му Валпурга Йохана фон Вид (ок. 1505 – 1578).
Баща му Лудвиг III дава през 1597 г. с домашен договор (statutum gentilicium) равни наследствени права на синовете си. Заради различни вероизповедания фамилията се разделя през 1611 г. на две главни линии – лутеранската линия Льовенщайн-Вертхайм-Вирнебург и католическата линия Льовенщайн-Вертхайм-Рошфор, която е издигната през 1712 г. на князе от император Карл VI. Протестантската линия Вирнебург е издигната на князе през 1812 г. от крал Максимилиан I Йозеф Баварски. Двете линии съществуват и днес.
Брат е на Христоф Лудвиг (1568 – 1618), граф на Льовенщайн-Вертхайм-Вирнебург, Лудвиг IV (1569 – 1635), граф на Льовенщайн-Вертхайм, Фридрих (1577 – 1610), и Волфганг Ернст (1578 – 1636), граф на Льовенщайн-Вертхайм.
Йохан Дитрих получава от наследството на майка му и господството Рошфор в днешна Белгия. Там той става католик през 1621 и от 1622 г. се бие във войската на Католическата Лига. През 1634 г. той се връща във Вертхайм.
Графството Вертхайм принадлежи на Йохан Дитрих (от 1621 католик) заедно с неговия племенник Фридрих Лудвиг (протестант). След смъртта му графството му става отново протестантско.

## Фамилия
Първи брак: на 6 ноември 1611 г. в Керпен с Йосина де ла Марк, графиня на Рошфор (* 3 януари 1583; † 26 февруари 1626), дъщеря на 1. имперски граф Филип фон дер Марк (1548 – 1613), господар фон Лумен-Зерайнг, и Катарина фон Мандершайд († 1594). Те имат 7 деца:
- Филип Ернст (1611 – 1635)
- Ернст Теодор (1612 – 1622)
- Фридрих Лудвиг (1614 – 1615)
- Жосина Валдбурга (1615 – 1683), омъжена 1632 г. в Щефенсвеерт за граф Херман фон Берг-с'Херенберг-Щефенсвеерт († 1669)
- Фердинанд Карл (1616 – 1672), граф на Льовенщайн-Вертхайм-Рошфор, женен на 6 март 1651 г. в Кьолн за принцеса Анна Мария фон Фюрстенберг-Хайлигенберг (1634 – 1705). Неговият син Максимилиан Карл Алберт (1656 – 1718), става 1711 г. 1. княз на Льовенщайн-Вертхайм-Рошфор
- Доротея Катарина (1618 – 1655), омъжена 1641 г. за граф Фердинанд Лудвиг фон Мандершайд (1613 – 1670)
- Йохан Дитрих (1623 – 1645)

Втори брак: на 13 ноември 1626 г. в Кьолн (морганатичен брак) с Мария Сибила фон Думерсмюнден (* 1600; † 4 декември 1656). Те нямат деца.